# Mistrzostwa Świata w Saneczkarstwie na Torach Naturalnych 2011
18. Mistrzostwa Świata w Saneczkarstwie na Torach Naturalnych odbyły się w dniach 27 - 30 stycznia 2011 w austriackim mieście Umhausen. Rozegrano cztery konkurencje: jedynki kobiet, jedynki mężczyzn, dwójki mężczyzn oraz konkurs drużynowy. W jedynkach mężczyzn i kobiet do końcowego rezultatu liczyła się suma czasów z trzech zjazdów, zaś w konkurencji dwójek męskich z dwóch zjazdów.

## Terminarz
| Data             | Miejscowość | Konkurencja       | Złoto                                                                      | Srebro                                                                                  | Brąz                                                                            |
| ---------------- | ----------- | ----------------- | -------------------------------------------------------------------------- | --------------------------------------------------------------------------------------- | ------------------------------------------------------------------------------- |
| 30 stycznia 2011 | Umhausen    | Jedynki kobiet    | Renate Gietl                                                               | Jekatierina Ławrientjewa                                                                | Melanie Schwarz                                                                 |
| 30 stycznia 2011 | Umhausen    | Jedynki mężczyzn  | Gerald Kammerlander                                                        | Robert Batkowski                                                                        | Patrick Pigneter                                                                |
| 30 stycznia 2011 | Umhausen    | Dwójki mężczyzn   | Rosja Paweł Porszniew · Iwan Łazariew                                      | Włochy Patrick Pigneter · Florian Clara                                                 | Polska Andrzej Laszczak · Damian Waniczek                                       |
| 30 stycznia 2011 | Umhausen    | Konkurs drużynowy | Włochy Renate Gietl · Anton Blasbichler · Patrick Pigneter - Florian Clara | Austria Melanie Batkowski · Gerald Kammerlander · Christian Schatz - Gethard Mühlbacher | Rosja Jekatierina Ławrientjewa · Jurij Tałych · Paweł Porszniew - Iwan Łazariew |